# Célestine Ketcha Courtès
Célestine Ketcha Courtès   (Maroua, 13 d'octubre de 1964) és una política i empresària camerunesa, i des de gener del 2019 ministra d'Hàbitat i Desenvolupament Humà de Camerun dins del govern de Joseph Dion Ngute. Fou alcaldessa de Bangangté del 2007 al 2019. Des del 2015 presideix la Xarxa de Dones Electes Locals d'Àfrica i al novembre del 2018 la reelegiren per a un segon mandat. El 2017 va signar una carta pública al costat d'Ada Colau (Barcelona), Anne Hidalgo (París), Mónica Fein (Argentina) exigint a la Comissió d'Estadística de l'ONU que desenvolupe indicadors globals per a fer un seguiment de la proporció de dones que ocupen càrrecs electes en l'àmbit local.

## Biografia
Célestine Ketcha nasqué el 13 d'octubre del 1964 a Maroua, a la regió nord de Camerun. El seu pare fou policia de Bangangté des del 1912 fins al 1943. Va morir quan ella tenia 14 anys. Sa mare, Pauline Wamen Ketcha, militant en el Moviment Democràtic del Poble Camerunés li inculcà la passió per la política.
Per a escapar d'un matrimoni que el seu avi havia arreglat, es traslladà a Foumban abans de tornar a l'escola secundària de Manengouba, on acabà el batxillerat alemany. Estudià a l'estat francés gestió i màrqueting però ho abandonarà per a tornar al seu país. Després obté un BTS en tècniques comercials ESSEC a Douala. Té doble nacionalitat (França i Camerun), i això li ha valgut crítiques dels opositors polítics.
Ketcha començà a treballar com a executiva de vendes en la cimentera de Camerun (Cimencam) filial del grup francés Lafarge. Es va unir al Moviment Democràtic Popular de Camerun per la seua admiració pel president Paul Biya i esdevingué presidenta de l'organització de dones OFRDPC.
El 2005 va impulsar un negoci amb altres socis africans anomenat Queen Fish Cameroon, especialitzat en l'exportació i distribució de peix. També té una finca agrícola d'algunes hectàrees a Sanki, a 15 quilòmetres de Bangangté. Fou condemnada a un any de presó per irregularitats en el negoci, i posteriorment indultada pel Tribunal de Districte de Wouri després de ser declarada culpable de falsificació i abús d'actius i crèdits socials. També la condemnaren a pagar una multa de 15 milions de francs CFA. El 8 de gener del 2015, el Tribunal d'Apel·lació confirmà l'adjudicació del tribunal de districte, però va reduir la sentència a una multa de 167,100 Cfa i nou mesos de detenció. El cas va ser apel·lat davant el Tribunal Suprem.

### Alcaldia de Bangangté (2007 - 2019)
El 2007 fou elegida alcaldessa de la comuna de Bangangté en la divisió Ndé de la Regió Oest i reelegida al 2013. L'1 de març del 2019 cedeix l'alcaldia al seu adjunt per a dedicar-se per complet al ministeri. També és vicepresidenta de l'Associació per a l'Ajuda i el Desenvolupament Municipal, presidenta de Panthère du Ndé i ambaixadora d'Àfrica francòfona en els Grups de Treball de la Unió Europea sobre l'Estructura del Diàleg sobre l'Ajuda.
S'ha enfrontat a crítiques i ha rebut elogis com a model de lideratge a Àfrica en la lluita per la igualtat.
Després de la mort de sa mare, creà una fundació en la seua memòria, anomenada "La Case à la Table Ouverte de Maman Pauline". Al juny del 2014, rep el Premi al Servei Públic de l'ONU en una cerimònia a Seül pel seu treball per a un projecte destinat a proporcionar aigua potable als habitants de Bangangté, complint els Objectius de Desenvolupament del Mil·lenni.
A l'abril del 2015, la nominaren al Premi José Eduardo dos Santos pels Premis a l'Alcalde d'Àfrica, en categoria de ciutats petites.
Al gener del 2016, va rebre una delegació de l'Ambaixada dels Estats Units encapçalada per l'Oficial d'Afers Culturals Merlyn Schultz, que la felicità pel seu "lideratge exemplar". El 2016 fou una dels cent alcaldes convidats pel Secretari General de l'ONU, Ban Ki-moon, per a contribuir a una nova agenda urbana abans del Cim d'Hàbitat III a Quito. També participà en la Conferència de l'ONU sobre el Canvi Climàtic 2016 al Marroc.

### Xarxa de Dones Electes Locals d'Àfrica
L'1 de desembre del 2015, assumeix la presidència de la Xarxa de Dones Electes Locals d'Àfrica, substituint la mauritana Fatimatou Abdel Malick, la primera dona alcaldessa del seu país. La xarxa, creada a Tànger al març del 2011, aplega electes en càrrecs de governs locals. Abans havia presidit la subregió d'Àfrica Central i havia creat estructures a Txad, Gabon, República Democràtica del Congo i República Centreafricana. Al novembre del 2018 la reelegiren per al càrrec.
El 8 de març del 2017 signa un article amb Ada Colau (Barcelona), Anne Hidalgo (París), Mónica Fein (Rosario, l'Argentina), publicat a El País, reclamant més dones al capdavant dels municipis i exigint a la Comissió d'Estadística de l'ONU que desenvolupe indicadors globals per a fer seguiment de la proporció de dones que ocupen càrrecs electes en l'àmbit local.
Ketcha és afí a Anne Hidalgo, batllessa de París.

### Ministra d'Hàbitat i Desenvolupament Humà (2019)
El 4 de gener del 2019 entra en el Ministeri d'Hàbitat i Desenvolupament Humà, nomenada pel president Paul Biya en substitució de Jean-Claude Mbwentchou.

## Vida personal
Està casada i té dues filles. Parla francés, anglés i alemany.

## Premis i honors
- Dama de l'Orde Nacional del Mèrit Esportiu (juntament amb l'atleta camerunesa Françoise Mbango Etone)
- Dama de l'Orde Nacional del Valor, 2015
- Premis de l'Administració Pública de les Nacions Unides, 2014